# Sarolta Monspartová
Sarolta Monspart (17. listopadu 1944, Budapešť – 24. dubna 2021, Budapešť) byla maďarská reprezentantka v orientačním běhu. Členkou národního týmu byla v letech 1962-78. Získala dvě medaile ve štafetách, jejím největším úspěchem je zlato z individuálního závodu na Mistrovství světa v roce 1972 ve Starých Splavech (okres Česká Lípa). Stala se tak první mistryní světa ze země mimo Skandinávii. Národních titulů vybojovala 14 individuálních, 12 týmových a 8 ve štafetě. Vyzkoušela si také jako první Maďarka orientační běh na lyžích. V běžeckém lyžování získala dalších 21 titulů, z toho 5 individuálních, členkou reprezentace byla v letech 1973-77.
Ačkoli to nebyla její specializace, 29. října 1972 jako první Evropanka zaběhla maraton pod tři hodiny při mezinárodním maratonu Csepel v Budapešti časem 2:59:53,2. Osobní rekord pak ještě třikrát zlepšila až na 2:48:22,2 znovu při Csepelu. Patřila mezi průkopnice maratonu pro ženy, jako první z východního bloku běžela dlouhý distanční závod na území USA, v Atlantě doběhla v březnu 1978 druhá (2:51:40). Její sportovní kariéru ukončilo jen pár týdnů poté onemocnění klíšťovou encefalitidou (25. 6. 1978).
Vystudovala Universitu ELTE v Budapešti, obor učitelství matematiky a fyziky (1967), pedagogem byla rok na základní škole a rok gymnáziu. V 70. letech pracovala pro řemeslnické odbory a doplnila si vzdělání o sportovní management (1979) a trenérství se specializací na orientační běhu (1980), v němž pak v roce 1989 získala magisterský titul. V letech 1980-1989 byla vedoucím národního týmu orientačních sportů, v letech 1994-97 byla viceprezidentkou Mezinárodní federace orientačního běhu.
Angažovala se v národních zdravotních organizacích, starala se o sportovní prevenci. V roce 2003 byla oceněna medailí za celoživotní zásluhy maďarským prezidentem Ferencem Mádlem.